# Mali emu
Mali emu ili emu s Klokanovog otoka (lat. Dromaius baudinianus) je izumrla vrsta ptice neletačice iz roda Dromaius. Živio je isključivo na Otoku klokana u južnoj Australiji, po kojemu je i dobio ime. Razlikovao se od kopnenog emua uglavnom po manjoj veličini. Izumire vjerojatno oko 1827.

## Opis
Nema baš previše detalja o izgledu ove ptice, većina se zna iz ostataka kostiju. Zna se da je bio dosta manji od drugih emua. Moguće je da je imao bijela prsa, ali to je isključivo stvar nagađanja. Pojavljivao se u velikim jatima. O prehrani i razmnožavanju ništa nije poznato. 

## Povijest
Vrstu je 1802. otkrio Matthew Flinders i izvjestio je da se dosta udomaćila oko mjesta Nepean Bay. François Péron, koji je od 1802. do 1803. zajedno s Baudinovom ekspedicijom posjetio Otok klokana, napisao je da emu s Klokanovog otoka nastanjuje najdublje udubine šuma, ali posjećuje obalu tijekom poslijepodneva.
Glavni u toj ekspediciji, Nicolas Baudin je s Otoka klokana uzeo tri jedinke emua, pa su se one nalazile u zatočeništvu. Jedna je smještena u botaničkom vrtu  Le Jardin des Plantes, a druge dvije su se čuvale u La Malmaisonu, rezidenciji carice
Josephine Bonaparte. Zadnja od njih preživjela je do 1822.
Ovaj emu zadnji put je zabilježen 1819. na Otoku klokana, ali je vjerojatno izumro 1827. Počelo se smatrati da je izumro 1836. 1880. postojala su neka sumnjiva i nepotvrđena izvješća o njemu.
Prve kosti pronađene su 1903. na mjestu The Brecknells, pješčanom brežuljku na zapadnoj strani Cape Gantheaumea. Prvi put ga je opisao Shane A. Parker 1984. prema primjerku s Otoka klokana. Do tada je bilo mnogo rasprava o taksonomiji ove, ali i drugih srodnih ptica, pa se čak smatralo i da su emu s Klokanovg i emu s Kraljevog otoka ista vrsta.
Emu s Klokanovog otoka uglavnom je poznat samo iz povijesnih promatračkih izvještaja i kostiju, uključujući one u Južnoaustralijskom muzejuu. Koža koja se nalazi u Ženevskom muzeju nekad je identificirana kao koža ove ptice, ali moguće je i da je to koža mladog kopnenog emua.
Izumiranje vrste pripisano je lovu i nestajanju staništa zbog izazivanja požara da bi se stvorilo poljoprivredno zemljište. Nekad bi bio lovljen od strane lovaca i ranih doseljenika, koji su jeli njegovo meso. 

## Vanjske poveznice
|  | Zajednički poslužitelj ima još gradiva o temi Dromaius novaehollandiae baudinianus |
|  | Wikivrste imaju podatke o taksonu Dromaius novaehollandiae baudinianus             |